# Pseudolithos cubiformis
Pseudolithos cubiformis es una especie de planta fanerógama de la familia Apocynaceae. Es originaria de Somalia.

## Descripción
Tiene los tallos solitarios o raramente dos o tres juntos, de sección cuadrada cada vez más redondeada en las plantas viejas, alcanza un tamaño de hasta 70 mm de altura y 50 a 60 mm de ancho; inflorescencias a intervalos regulares a lo largo de los ángulos de los tallos, de hasta 30 flores, en la reducción de ramas laterales; flores que se abren al mismo tiempo, sobre pedúnculos erectos de hasta 12 mm de largo. La corola marrón a verdoso, con un tubo inflado, en forma de copa; lóbulos erectos, linear-lanceolados, de 7-9 mm de largo, densamente cubierto de pelos rígidos, rosadas o de color plateado en el interior. Corona, en forma de copa, lóbulos exteriores morado rojizo o verdoso oscuro 2-fid, lóbulos interiores de cintura en forma y estrechamente corresponde a las anteras.

## Taxonomía
Pseudolithos cubiformis fue descrita por P.R.O.Bally & P.R.O.Bally y publicado en Candollea 20: 41. 1965.
Sinonimia
- Lithocaulon cubiforme P.R.O. Bally